# ويد ويبر
ويد ويبر (بالإنجليزية: Wade Webber)‏ هو لاعب كرة قدم أمريكي في مركز الدفاع، ولد في 12 يناير 1967 في رينتون في الولايات المتحدة. لعب مع ميامي فيوشن ونادي دالاس.

## وصلات خارجية
- ويد ويبر على موقع الدوري الأمريكي (الإنجليزية)
- ويد ويبر على موقع قاعدة بيانات كرة القدم.إي يو (الإنجليزية)
- ويد ويبر على موقع عالم كرة القدم.نت (الإنجليزية)